# 道の駅今治湯ノ浦温泉
道の駅今治湯ノ浦温泉（みちのえき いまばりゆのうらおんせん）は、愛媛県今治市にある国道196号の沿いにある道の駅。

## 沿革
- 1998年（平成10年）4月17日 - 道の駅に登録される。
- 2015年（平成27年）1月30日 - しまなみ海道周辺「道の駅」として近隣の道の駅4駅とともに「愛媛県施策の「愛媛マルゴト自転車道」のコース沿い、県内外のサイクリストが多く利用」を理由に重点道の駅に選定される[1]。

## 主な施設
- 駐車場
  - 普通車：33台
  - 大型車：3台
  - 身障者用：2台
- トイレ
  - 男：大 3器（2器）、小 6器（5器）
  - 女：8器（7器）
  - 身障者用：1器（1器）

※（）内は、24時間利用可能
- 公衆電話
- 郵便ポスト（今治郵便局）
- レストラン
- 物産品コーナー
- 喫茶コーナー
- サイクルステーション（8:30 - 17:00）

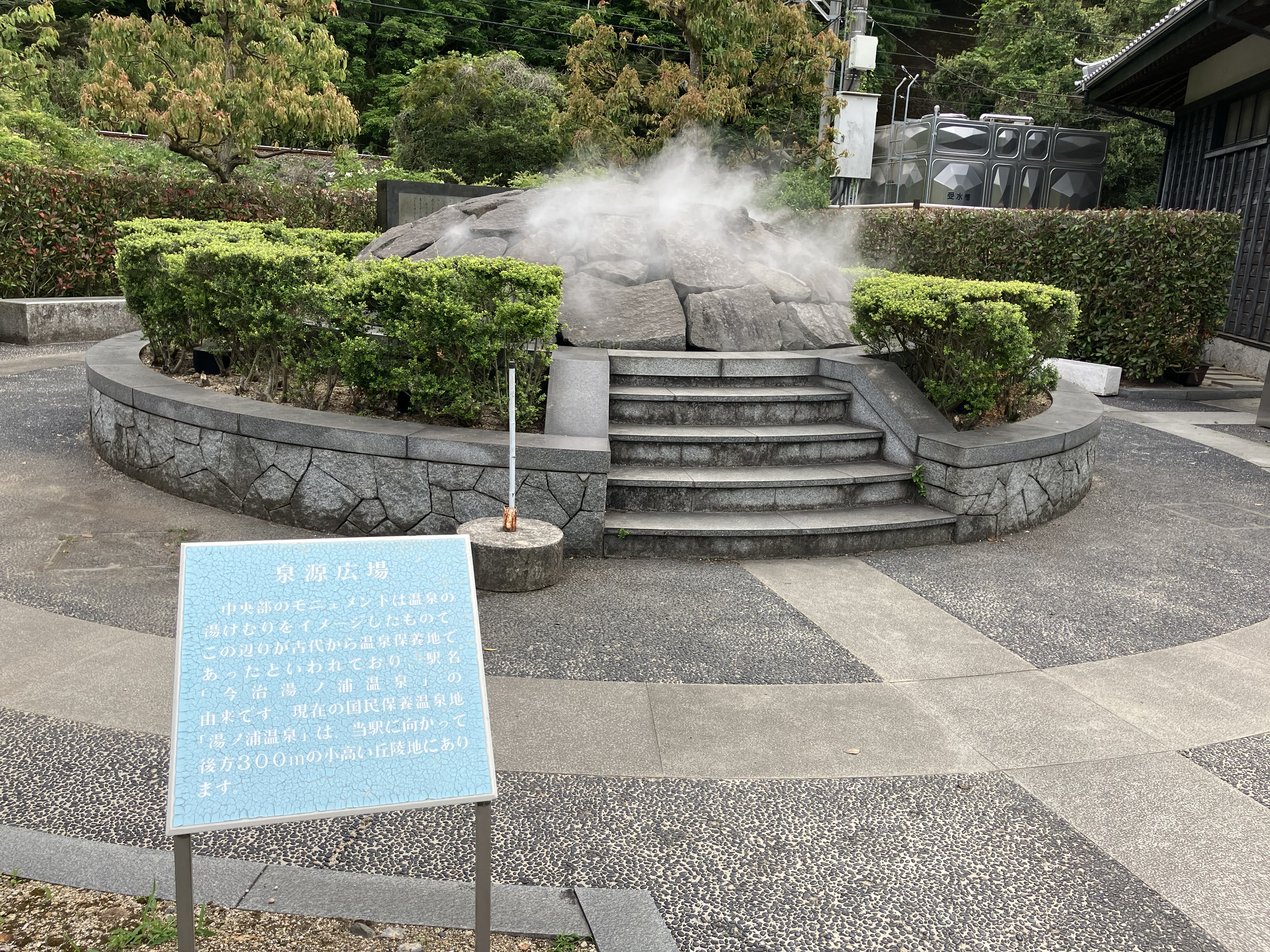
道の駅の泉源広場（2025年5月）
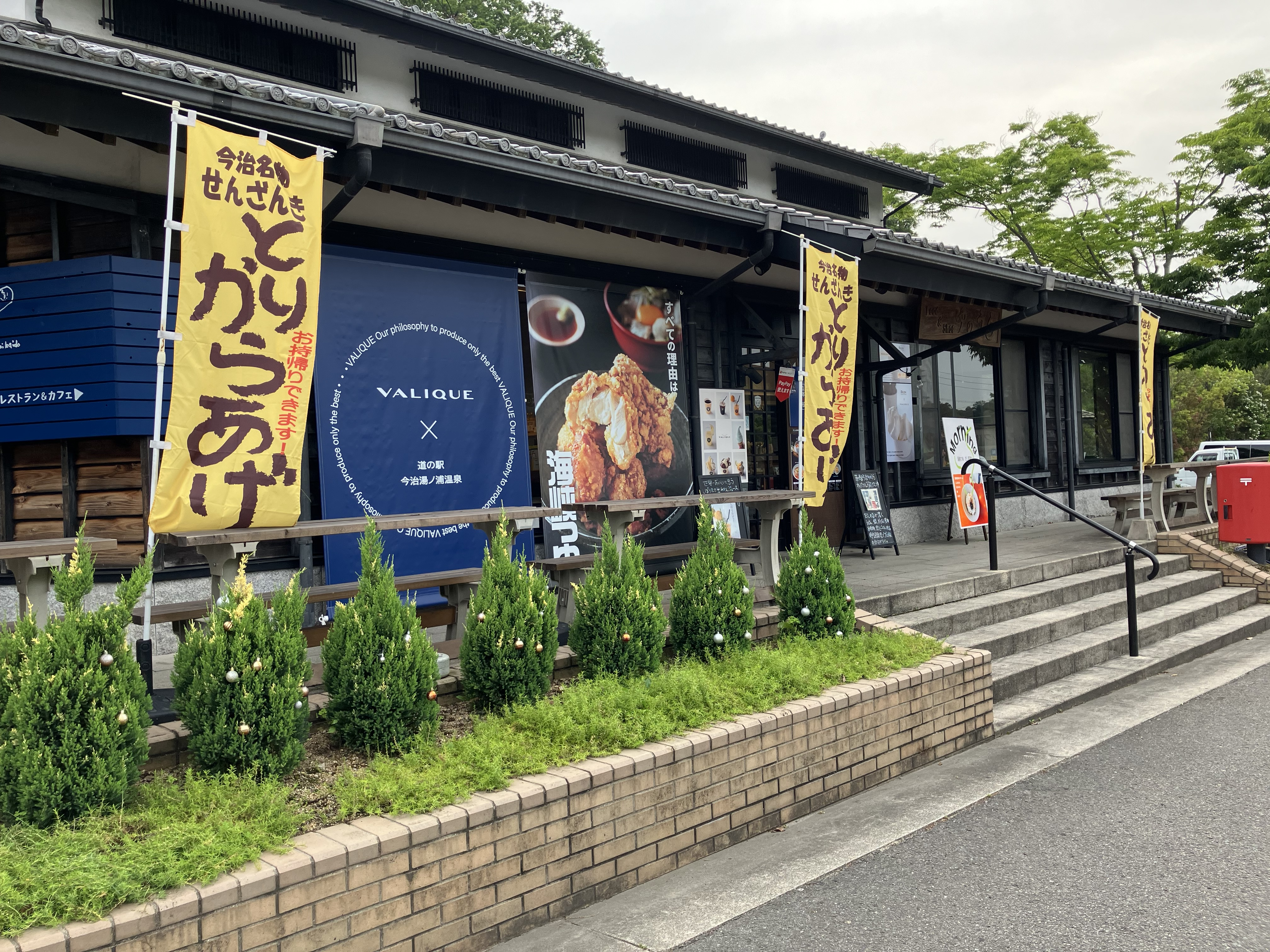
道の駅の店舗前（2025年5月）

## 休館日
- 年中無休

## アクセス
- 国道196号
- せとうちバス「湯ノ浦温泉入り口バス停」（道の駅敷地内）

## 周辺
- 今治小松自動車道（今治道路・今治小松道路） 今治湯ノ浦IC
- 今治城
- 国分寺
- 来島海峡